# Talented Tenth
The Talented Tenth (engl. für das talentierte Zehntel) bezeichnete eine Elite von schwarzen Amerikanern zu Beginn des 20. Jahrhunderts. Der Begriff wurde von Philanthropen aus der WASP-Oberschicht der Nordstaaten geprägt. W. E. B. Du Bois, ein schwarzer Autor veröffentlichte 1903 einen Essay selben Namens. Dieser erschien im von Booker T. Washington herausgegebenen Sammelband The Negro Problem, der auch Essays anderer Afroamerikaner beinhaltete.

## Hintergrund
Der Begriff kam bereits 1896 bei weißen Demokraten auf. Speziell die American Baptist Home Mission Society, eine christliche Missionarsgesellschaft, die finanziell u. a. von John D. Rockefeller unterstützt wurde, propagierte die Errichtung schwarzer Colleges, um schwarze Lehrer und Führungspersonal auszubilden. Du Bois glaubte, dass es einem Zehntel der Schwarzen, mit klassisch geisteswissenschaftlich orientierter Universitätsausbildung gelingen könne, einen gesellschaftlichen Wandel hervorzurufen. Er setzte sich dabei vom Kompromiss von Atlanta ab, der unter anderem von Booker T. Washington befürwortet wurde. Du Bois selbst bezog dabei Männer wie Frauen ein, was innerhalb der schwarzen Community, die selbst ausgeprägte sexistische Vorurteile aufwies, keineswegs immer wahrgenommen wurde. Noch Molefi Kete Asante sah das Schwarzsein, durchaus im Sinne einer rassistischen Fremdbestimmung als alleiniges Unterscheidungsmerkmal und Fragen des Geschlechts oder der sozialen Klasse als zweitrangigen Nebenwiderspruch an.

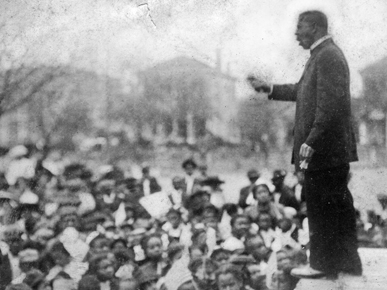
Booker T. Washington bei seiner Rede zur Atlanta Cotton States and International Exposition

Beim Kompromiss von Atlanta wurde die Rolle einer breiten beruflichen Bildung betont. Das dazu gegründete Tuskegee Institute ermöglichte handwerkliche Ausbildungsgänge für Schwarze. Die National Negro Business League setzte sich für die beruflichen Interessen der schwarzen Handwerker ein. Im Jahre des Todes von Booker Washington (1915) bestand das Tuskegee Institute aus 123 Gebäuden auf 930 Hektar Land und besaß Maschinen im Wert von über einer Million Dollar. Der Atlantakompromiss verzichtete aber auf den Zugang zur Universitätsbildung und forderte zwar Rechtssicherheit, nicht aber rechtliche Gleichstellung ein. Er fand damit eine breitere Zustimmung auch in den Südstaaten und deren weißer Oberschicht.
Gemeinsam war beiden die Forderung, die Lage der Schwarzen in den USA ohne eine separate Staatenbildung oder wie von Marcus Garvey propagiert, durch Rückkehr nach Afrika zu verbessern.

### Konzept einer schwarzen Aristokratie
Du Bois hingegen wollte eine schwarze Aristokratie, eine Bildungselite heranbilden und sah diese als Schlüssel zur Verbesserung der Lage der Schwarzen insgesamt. Talentierte Schwarze sollten ihren gesellschaftlichen Status hauptsächlich durch Bildung und Anpassung zu verbessern suchen und volle bürgerliche Freiheiten und ein Ende der Diskriminierung anstreben. Dies wurde unter anderem in der  Niagara Movement und der National Association for the Advancement of Colored People (NAACP) vorangetrieben. 1919 gab Du Bois zum ersten Mal The Brownies Book heraus, eine monatlich erscheinende Kinderzeitschrift, deren Zielstellung darin lag, Kindern einen positiven Eindruck von der Geschichte und den Errungenschaften der Schwarzen zu geben und ihnen Rollenmodelle schöner, nützlicher und berühmter (schwarzer) Personen zu vermitteln.
In späteren Jahren kam W. E. B. Du Bois zu einer kompromissbereiteren Haltung, die beide Aspekte (hinsichtlich beruflicher Bildung und Universitätsstudium als Schlüssel zum Erfolg) mit einbezog. Sein Stiefsohn David Du Bois veröffentlichte dazu unter anderem 1972.

## Folgen
Du Bois Engagement führte insbesondere zu einer führenden Rolle der schwarzen Geistlichen, die in der Bürgerrechtsbewegung, allen voran Martin Luther King eine herausragende Rolle spielen sollten. Die spezielle Rolle des Sports an den amerikanischen Universitäten ermöglichte einer Reihe von schwarzen Universitätsathleten wie William Henry Lewis, Fritz Pollard und Paul Robeson den Aufstieg in die sportliche wie gesellschaftliche Elite des Landes. Insbesondere Colleges und Universitäten der Neuenglandstaaten ermöglichten ihnen sowohl ein Studium als auch eine sportliche Laufbahn.
Die American Negro Academy (ANA) baute auf Du Bois Vorgaben auf. Diese Universität für schwarze Studenten bestand in Washington DC, von 1897 bis 1928.  Sie ermöglichte den ersten schwarzen Studenten ein reguläres Studium. Zu den Gründern gehörten unter anderem Alexander Crummell, John Wesley Cromwell, Paul Laurence Dunbar, Walter B. Hayson und Kelly Miller. Neben W.E.B. Du Bois stand auch Archibald H. Grimke der ANA als Präsident vor. Du Bois hatte unter anderem 1892 bis 1894 in Deutschland an den Universitäten Berlin und Heidelberg studiert und 1895 als erster Schwarzer in Harvard promoviert, was sich in der Organisation der ANA widerspiegelte.
Ohne direkte Nennung von Du Bois Konzept forderte Molefi Kete Asante 1993 bei seinem Konzept eines Afrozentrismus die Ausbildung einer afroamerikanischen Führungsschicht von etwa 250.000 Männern. Thomas Reinhardt unterstellt dabei Asante einen Rechenfehler, da es sich dabei nur um 1 % der afroamerikanischen Bevölkerung zum Zeitpunkt handelte.